# Kaveripattinam
Kaveripattinam (o Kaverippattanam, Kaveripatnam) è una suddivisione dell'India, classificata come town panchayat, di 14.417 abitanti, situata nel distretto di Krishnagiri, nello stato federato del Tamil Nadu. In base al numero di abitanti la città rientra nella classe IV (da 10.000 a 19.999 persone).

## Geografia fisica
La città è situata a 12° 25' 0 N e 78° 13' 60 E e ha un'altitudine di 453 m s.l.m..

## Società

### Evoluzione demografica
Al censimento del 2001 la popolazione di Kaveripattinam assommava a 14.417 persone, delle quali 7.165 maschi e 7.252 femmine. I bambini di età inferiore o uguale ai sei anni assommavano a 1.586, dei quali 864 maschi e 722 femmine. Infine, coloro che erano in grado di saper almeno leggere e scrivere erano 10.665, dei quali 5.774 maschi e 4.891 femmine.